# 전동진
전동진(全東鎭, 1966년~)은 대한민국의 군인이다. 1985년 육군사관학교 제45기로 입교하여, 1989년 졸업과 함께 보병 소위로 임관했다.  4대 지상작전사령관으로 임무 수행하였다.

## 진급
- 1989년, 소위 임관
- 2005년, 중령 진급
- 2010년, 대령 진급
- 2015년 12월, 준장 진급
- 2017년 12월, 소장 진급
- 2020년 12월, 중장 진급
- 2022년 5월, 대장 진급